# 吉開那津子
吉開 那津子（よしかい なつこ、1940年5月16日 - ）は、日本の作家。東京出身。夫は機関紙連合通信社代表取締役などを務めた相羽宏紀である。

## 経歴
早稲田大学卒業。1967年、日本共産党創立45周年記念文芸作品募集に応募し、小説「旗」が入選する。
1999年、日本民主主義文学会副会長就任。2007年、日本民主主義文学会会長就任。（2011年に退任）
吉開の代表作『前夜』（1980年）、は、山口県を中心に、中国盲従グループが発生した際の日本共産党員たちのたたかいを題材にとったもの。細胞長（現在は支部長）の運転手の「福家」や同細胞に属する車掌の「勢津子」を中心人物に据え、西日本電軌の組合や共産党組織、日中友好協会の活動を描いた。地区委員会の幹部たちが「日本共産党地区員会〈左派〉」という立ち上げ、また当初は分派に批判的だった人たちが、精神的・人間的な弱さから〈左派〉に引き込まれたり、逆に、どちらが正しいか当初は確信が持てずに動揺していた人が、分派の本質を見抜き党の戦列を守り抜くという立場に成長してゆく過程などが克明に描かれている。吉開はこの作品で「多喜二・百合子賞」を受賞した。

## 著書
- 『旗』新日本出版社、1968年 のち文庫
- 『葦の歌』新日本出版社、1971年
- 『青春の肖像』新日本出版社、1973年
- 『前夜』新日本出版社、1980年 - 多喜二・百合子賞受賞作
- 『人生について 女の愛と自立と』 青木書店 1981.1
- 『消せない記憶―湯浅軍医生体解剖の記録』湯浅謙述、日中出版、1981
- 『アメリカ・ランニング・アラウンド』 新日本出版社 1982.8
- 『揺れる窓辺』  新日本出版社 1984.7
- 『遥かなるフィリス』 青磁社 1986.9
- 『希望』新日本出版社、1987年 - 八鹿高校事件を題材とした小説
- 『緑なす山河』新日本出版社、1993年
- 『夢と修羅』 第1部 新日本出版社 1999.12